# Volodymyr Shepelev
Volodymyr Andriyovytch Shepelev (en ukrainien : Володимир Андрійович Шепелєв, Volodymyr Andriiovytch Chepeliev), né le 1er juin 1997 à Altestove (Ukraine), est un footballeur international ukrainien, qui évolue au poste de milieu de terrain.

## Biographie

### Carrière en club
Volodymyr marque son premier but avec le Dynamo Kiev le 18 juillet 2017, contre son club formateur du Tchornomorets Odessa, en Premier-Liga (victoire 2-1). Le 30 janvier 2025, il est transféré librement au FK Oleksandriya.

### Carrière en sélection
Il joue son premier match avec l'équipe d'Ukraine le 11 juin 2017 contre la Finlande, dans le cadre des éliminatoires de la Coupe du monde 2018 (victoire 2-1 au Stade de Ratina à Tampere).

## Statistiques
| Saison                | Club                  | Championnat           | Championnat | Championnat | Coupe(s) nationale(s) | Coupe(s) nationale(s) | Compétition(s) continentale(s) | Compétition(s) continentale(s) | Compétition(s) continentale(s) | Total | Total |
| Saison                | Club                  | Division              | M.          | B.          | M.                    | B.                    | Comp.                          | M.                             | B.                             | M.    | B.    |
| 2016-2017             | Dynamo Kiev           | D1                    | 12          | 0           | 2                     | 0                     | -                              | -                              | -                              | 14    | 0     |
| 2017-2018             | Dynamo Kiev           | D1                    | 24          | 2           | 5                     | 1                     | C1+C3                          | 2+8                            | 0                              | 39    | 3     |
| 2018-2019             | Dynamo Kiev           | D1                    | 24          | 0           | 2                     | 0                     | C1+C3                          | 4+9                            | 0                              | 39    | 0     |
| 2019-2020             | Dynamo Kiev           | D1                    | 26          | 0           | 5                     | 0                     | C1+C3                          | 1+6                            | 1+0                            | 38    | 1     |
| 2020-2021             | Dynamo Kiev           | D1                    | 19          | 0           | 1                     | 0                     | C1+C3                          | 5+4                            | 0                              | 29    | 0     |
| 2021-2022             | Dynamo Kiev           | D1                    | 10          | 0           | 1                     | 0                     | C1                             | 2                              | 0                              | 13    | 0     |
| Total sur la carrière | Total sur la carrière | Total sur la carrière | 115         | 2           | 16                    | 1                     | -                              | 41                             | 1                              | 172   | 4     |

## Palmarès
Dynamo Kiev
- Champion d'Ukraine en 2021.
- Vainqueur de la coupe d'Ukraine en 2020.